# Теодоси Минев
Теодоси (Тодос) Киров Минев, известен като Сарафов Сарафчето, Сарафа или Контрата, е български революционер, деец на Вътрешната македоно-одринска революционна организация.

## Биография
Роден е в 1867 година в град Кочани, тогава в Османската империя, днес в Северна Македония. Завършва прогимназия. Влиза във ВМОРО. Кочанският околийски комитет му възлага да стане агент на османската полиция и чрез него успява да се разкрие предателят Георги Йованчев от Виница. Преследван от властите става нелегален. Загива в сражение в 1902 година край Оризари.